# French Open 1971
Die 70. French Open 1971 waren ein Tennis-Sandplatzturnier der Klasse Grand Slam, das von der ILTF veranstaltet wurde. Es fand vom 24. Mai bis 6. Juni 1971 in Roland Garros, Paris, Frankreich statt.
Titelverteidiger im Einzel waren Jan Kodeš bei den Herren sowie Margaret Court bei den Damen. Im Herrendoppel waren Ilie Năstase und Ion Țiriac, im Damendoppel Gail Chanfreau und Françoise Dürr und im Mixed Billie Jean King und Bob Hewitt die Titelverteidiger.

## Herreneinzel
Setzliste
| Nr. | Spieler             | Erreichte Runde |
| --- | ------------------- | --------------- |
| 01. | Jan Kodeš           | Sieg            |
| 02. | Arthur Ashe         | Viertelfinale   |
| 03. | Ilie Năstase        | Finale          |
| 04. | Cliff Richey        | Achtelfinale    |
| 05. | Željko Franulović   | Halbfinale      |
| 06. | Stan Smith          | Viertelfinale   |
| 07. | Marty Riessen       | Achtelfinale    |
| 08. | Alexander Metreweli | 2. Runde        |

| Nr. | Spieler        | Erreichte Runde |
| --- | -------------- | --------------- |
| 09. | Bob Lutz       | Achtelfinale    |
| 10. | Roger Taylor   | 1. Runde        |
| 11. | Manuel Orantes | 1. Runde        |
| 12. | Pierre Barthes | Achtelfinale    |
| 13. | Ion Țiriac     | 1. Runde        |
| 14. | Nikola Pilić   | 1. Runde        |
| 15. | Georges Goven  | Achtelfinale    |
| 16. | Jaime Fillol   | 1. Runde        |

## Dameneinzel
Setzliste
| Nr. | Spielerin        | Erreichte Runde |
| --- | ---------------- | --------------- |
| 01. | Margaret Court   | Achtelfinale    |
| 02. | Virginia Wade    | 1. Runde        |
| 03. | Evonne Goolagong | Sieg            |
| 04. | Nancy Richey     | Halbfinale      |

| Nr. | Spielerin      | Erreichte Runde |
| --- | -------------- | --------------- |
| 05. | Helga Masthoff | 1. Runde        |
| 06. | Françoise Dürr | Viertelfinale   |
| 07. | Julie Heldman  | Achtelfinale    |
| 08. | Olga Morosowa  | 2. Runde        |

## Herrendoppel
Setzliste
| Nr. | Paarung                   | Erreichte Runde |
| --- | ------------------------- | --------------- |
| 01. | Ilie Năstase Ion Țiriac   | 2. Runde        |
| 02. | Arthur Ashe Marty Riessen | Sieg            |
| 03. | Bob Lutz Charlie Pasarell | Viertelfinale   |
| 04. | Tom Gorman Stan Smith     | Finale          |

| Nr. | Paarung                          | Erreichte Runde |
| --- | -------------------------------- | --------------- |
| 05. | Jan Kodeš Vladimír Zedník        | 3. Runde        |
| 06. | Dick Crealy Allan Stone          | Achtelfinale    |
| 07. | John Alexander Phil Dent         | Achtelfinale    |
| 08. | Alexander Metreweli Cliff Richey | Viertelfinale   |

## Damendoppel
Setzliste
| Nr. | Paarung                         | Erreichte Runde |
| --- | ------------------------------- | --------------- |
| 01. | Gail Chanfreau Françoise Dürr   | Sieg            |
| 02. | Margaret Court Evonne Goolagong | Halbfinale      |
| 03. | Olga Morosowa Virginia Wade     | Achtelfinale    |
| 04. | Nancy Richey Kerry Melville     | Achtelfinale    |

## Mixed
Setzliste
| Nr. | Paarung                            | Erreichte Runde |
| --- | ---------------------------------- | --------------- |
| 01. | Marty Riessen Margaret Court       | Achtelfinale    |
| 02. | Jean-Claude Barclay Françoise Dürr | Sieg            |
| 03. | Alexander Metreweli Olga Morosowa  | Halbfinale      |
| 04. | Bob Carmichael Gail Chanfreau      | Halbfinale      |